# Negación del cambio climático

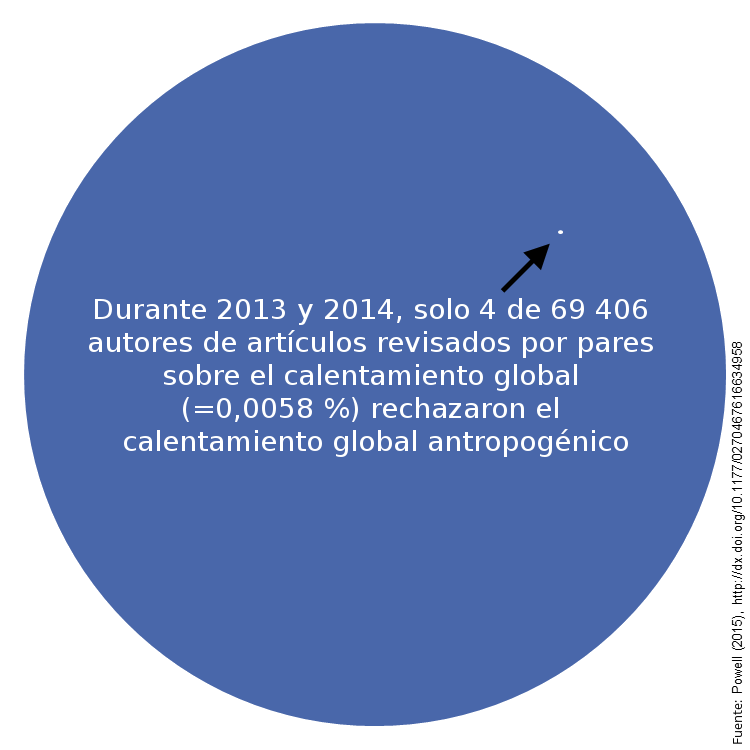
El consenso científico es que el calentamiento global está causado por las actividades humanas.

La negación del cambio climático antropogénico es la negación, la desestimación o la duda que contradice el consenso científico sobre el cambio climático, incluida la medida en que es causado por los seres humanos, sus efectos en la naturaleza y la sociedad humana, o el potencial de adaptación al calentamiento global por las acciones humanas. Muchos de los que niegan, descartan o dudan injustificadamente del consenso científico sobre el calentamiento global antropogénico se autodenominan "escépticos del cambio climático", lo cual, según han señalado varios científicos, es una descripción inexacta. La negación del cambio climático también puede estar implícita cuando los individuos o los grupos sociales aceptan la ciencia pero no llegan a aceptarla o a traducir su aceptación en acciones. Varios estudios de ciencias sociales han analizado estas posturas como formas de negacionismo, pseudociencia o propaganda.
La campaña para socavar la confianza del público en la ciencia del clima ha sido descrita como una "máquina de negación" organizada por intereses industriales, políticos e ideológicos, y apoyada por medios de comunicación conservadores y blogueros escépticos. La misma es de naturaleza reactiva y ataca no solo a científicos, sino también a periodistas y activistas.
La política del calentamiento global se ha visto afectada por el negacionismo del cambio climático y la controversia política sobre el calentamiento global, lo que ha socavado los esfuerzos para actuar sobre el cambio climático o adaptarse a él. Quienes promueven el negacionismo suelen utilizar tácticas retóricas para dar la apariencia de una controversia científica donde no la hay.
Las campañas organizadas para socavar la confianza del público en la ciencia del clima están asociadas a políticas económicas conservadoras y respaldadas por intereses industriales que se oponen a la regulación de las emisiones de CO2. El negacionismo del cambio climático se ha asociado con el lobby de los combustibles fósiles, los hermanos Koch, los defensores de la industria y los think tanks conservadores, a menudo en Estados Unidos. Más del 90% de los documentos negacionistas sobre el cambio climático proceden de think tanks de derecha.
Ya en los años 1970, las empresas petroleras publicaban investigaciones que coincidían ampliamente con la opinión de la comunidad científica sobre el calentamiento global. A pesar de ello, las compañías petroleras organizaron una campaña de negación del cambio climático para difundir la desinformación pública durante varias décadas, una estrategia que ha sido comparada con la negación organizada de los peligros de fumar tabaco por parte de la industria tabacalera, y que a menudo incluso fue llevada a cabo por los mismos individuos que previamente difundieron la propaganda negacionista de la industria tabacalera.

## Escepticismo frente a la negación
El "moderno escepticismo", de acuerdo a Michael Shermer, editor de la revista trimestral sobre escepticismo científico Skeptic, "se materializa en el método científico, que involucra controlar los datos para formular y probar explicaciones naturales de un fenómeno natural. Una afirmación se hace factual cuando se confirma hasta tal punto que sería razonable para proveer un acuerdo temporal." Términos como "negación del calentamiento global" y "negación del cambio climático" han sido usados desde 2000 para describir oposiciones al consenso científico. De acuerdo con un memo estratégico, citado por el libro 'The Heat Is On' del periodista Ross Gelbspan, organizaciones como la Global Climate Coalition buscan influir en la percepción pública de la ciencia del cambio climático y "reposicionar el calentamiento global como una teoría, en lugar de un hecho". Esa estrategia fue criticada como ciencia tergiversada. En 2006 la Royal Society del Reino Unido envió una carta a ExxonMobil expresando su desaprobación a una publicación reciente que "deja a los lectores con una impresión tan inexacta y engañosa de las pruebas sobre las causas del cambio climático documentadas en la literatura científica."
La revista Newsweek reportó en 2007 que la negación del calentamiento global es una campaña coordinada y financiada por científicos opositores, think tanks liberales e industriales que "ha creado una niebla paralizante de dudas alrededor del cambio climático." Newsweek ha publicado una refutación del redactor Robert J. Samuelson, llamando a "la vasta sobresimplificación de una desordenada historia" y "fundamentalmente engañosa". Argumentando que "los periodistas deberían resistir la tentación de retratar el calentamiento global como un concepto moral... donde quien cuestione su gravedad o proponga otras soluciones sea ridiculizado".
Varios comentaristas han comparado la negación del cambio climático con el negacionismo del Holocausto, mientras otros han condenado esas comparaciones como inadecuadas y poco felices.
Por otra parte, hace algunos años, cuando se empezó a hablar de cambio climático, hubo algunos políticos que lo negaron e incluso intentaron ocultarlo desinformando y ocultando información a la población. Claro ejemplo de ello fue lo ocurrido en el Gobierno de George W. Bush, donde se ocultaron unas imágenes tomadas por satélites espías que confirman que en los últimos años grandes extensiones de tierras en latitudes muy altas han perdido la capa de hielo que las cubría durante los meses de verano. Las fotografías, un secreto bien guardado durante la administración del presidente George W. Bush, fueron clasificadas por la Casa Blanca para que no salieran a la luz. Los hidrocarburos son actualmente el motor del mundo y quien controla este recurso tiene el control de una parte sustancial de la economía del planeta. En este contexto, es muy difícil que naciones como Estados Unidos acepten la transformación de los sectores energético y automovilístico, entre otros, para limitar el cambio climático, implicaría realizar inversiones por miles de millones de dólares.

## Industria de la negación
"Tan pronto como la comunidad científica comenzó a estar en la ciencia del cambio climático, el retroceso se inició," de acuerdo a la historiadora de la University of California, San Diego Naomi Oreskes.
Newsweek ha reportado que:

Empresas individuales y asociaciones de la industria - que representan al petróleo, acero, automóviles y empresas de servicios públicos, por ejemplo - formaron grupos de presión como Global Climate Coalition y Consejo de Información del Ambiente. El plan de juego del ICE pidió alistarse a los que dudan del efecto invernadero "reposicionando al calentamiento global como teoría más que hechos".

En 1998, John H. Cushman del New York Times reportó en un memorandum escrito por un especialista en relaciones públicas para el American Petroleum Institute: el memo describe un plan "para reclutar cuadros de científicos que comparten los puntos de vista de la industria con el cambio climático, y entrenarlos en relaciones públicas para ayudarlos a convencer a periodistas, políticos y al público de que el riesgo del calentamiento global es muy inexacto en justificar controles sobre los gases de invernadero." Como parte de la estrategia de poner US$ 5.000.000 para "maximizar el impacto de las visiones científicas consistentes con el Congreso, los medios y otras audiencias importantes," el documento menciona:

Se propone para los medios de comunicación un presupuesto de 600.000 dólares, sin contar el dinero de la publicidad, [que] se dirige a escritores, editores, columnistas y corresponsales de la cadena de televisión, con hasta "20" científicos climatólogos" contratados expresamente "para inyectar credibilidad y responsabilidad científica en el debate sobre el clima mundial, lo que plantea interrogantes sobre la subcotización y la 'sabiduría científica dominante'"

Varios periodistas han argumentado que la estrategia recuerda la adoptada por lobbyistas del tabaco después de ser confrontados con nuevas evidencias vinculando el tabaco con cáncer — para cambiar la percepción pública de los descubrimientos hacia la de un mito, reclamos injustificados, o exageraciones en lugar de la teoría científica dominante. En 2006, The Guardian reportó:

Hay claras similitudes entre el lenguaje usado y las aproximaciones adoptadas por Philip Morris y por las organizaciones fundadas por ExxonMobil. Los dos lobbies usaron la misma terminología, pareciendo haber sido inventado por los consultores de Philip Morris. La "ciencia basura" con estudios con revisión por pares mostraron que fumar está ligado con cáncer y otras disfunciones. La "ciencia clara" hizo estudios patrocinados por la industria del tabaco sugiriendo que el estudio estaba inconcluso. Ambos lobbies reconocieron que su mejor oportunidad de evitar la regulación era desafiar el consenso científico. En un nota interna de la empresa tabaquera Brown & Williamson anotaron: "La duda es nuestro producto, ya que es la mejor manera de competir con las evidencias que existen en la mente del público en general. También es el medio de crear una controversia."

El presidente de la National Academy of Sciences, Dr. Frederick Seitz, ganó "aproximadamente US$ 585.000" en las décadas de 1970 y 1980 como consultor de R. J. Reynolds Tobacco Company, mientras continuaba "percibiendo su salario como 'presidente emérito' en la Rockefeller University". R.J. Reynolds contribuyó con $45 millones a los estudios médicos coordinados por Seitz et al. Aunque el estudio no tocó los temas de tabaquismo y salud, "la industria frecuentemente hacía correr memos a diarios y revistas citando sus multimillonarios estudios programáticos como prueba de sus esfuerzos hacia la ciencia y argumentando que la evidencia en los efectos sobre la salud de fumar estaban mezclados."
Seitz pasó a presidir grupos tales como el Science and Environmental Policy Project y el George C. Marshall Institute y afirmando que supuestamente han realizado esfuerzos para "minimizar" el calentamiento global. Seitz dijo en los años 80 que "el calentamiento global es mucho más una cuestión de política que de clima”. En una entrevista de abril de 2006 dijo que creía: "estamos teniendo un cambio natural, sea lo que sea, debido a causas naturales aún no exploradas." Se explayó diciendo que "yo diría que es poco probable que nos enfrentemos a un grave peligro por el calentamiento global" y "Todo buen científico reconoce que hay circunstancias que no pueden ser ignoradas, pero creo que, en las actuales circunstancias, lo único que podemos hacer es continuar como estamos y esperar a ver lo que el resultado es." Seitz es autor del Oregon Petition, documento publicado conjuntamente por Marshall y el Oregon Institutes en oposición al Protocolo de Kioto sobre el cambio climático. Esa petición y su acompañante "Revisión de Estudios de la Evidencia de Calentamiento Global" afirmó:

Los límites propuestos de los gases de efecto invernadero que dañan el ambiente, entorpecen el avance de la ciencia y la tecnología, y los daños a la salud y el bienestar de la humanidad. No hay convincente y científica evidencia de que el dióxido de carbono, metano u otros gases de invernadero antropogénicos estén causando o en un futuro previsible, causen catastrófico calentamiento de la atmósfera de la Tierra, cambiando su clima... Estamos viviendo en un entorno cada vez más exuberante de la flora y fauna como consecuencia del aumento de dióxido de carbono. Nuestros niños disfrutarán de una Tierra con mucho más plantas y vida animal que la que ahora estamos bendecidos. Esto es un regalo maravilloso e inesperado de la Revolución industrial.

Guardian ha reportado que, en 1993, Philip Morris estableció the Advancement of Sound Science Coalition (TASSC) en conjunto con la firma de RR.PP. APCO como parte de un plan para combatir las regulaciones propuestas de fumador pasivo: "Philip Morris, dijo la APCO, necesita crear la impresión de un "movimiento popular" -que se había formado espontáneamente por los ciudadanos afectados para luchar contra "el exceso de reglamentación". Se debe describir el peligro del humo de tabaco como un simple "temor infundado", entre otros, como las preocupaciones acerca de los pesticidas y los teléfonos celulares." Dentro de la década, el grupo había también recibido fondos de Exxon:

TASSC, la ‘coalición’ creado por Philip Morris, fue la primera y más importante de las organizaciones empresariales financiados para negar que el cambio climático esté teniendo lugar. Se ha hecho más daño a la campaña para poner fin a lo que ningún otro órgano.

Varios think tanks financiados por Exxon y, más tarde, por ExxonMobil, para impugnar el cambio climático también supuestamente recibió fondos de Philip Morris como Competitive Enterprise Institute, Cato Institute, Heritage Foundation, Hudson Institute, Instituto Fronteras de Libertad, Reason Foundation, Centro de Economía y Leyes de la George Mason University, e Independent Institute.
Una encuesta llevada a cabo por la Royal Society halló que en 2005 la ExxonMobil distribuyó $2,9 m a 39 grupos que la Sociedad llamó "tergiversadores de la ciencia del cambio climático mediante la negación pura y simple de las pruebas".

## Instancias de los negadores del cambio climático

### Sector público
Un informe de la "Office of the Inspector General de NASA ha revelado que agentes de la Oficina de Asuntos Públicos office fueron culpables de "interferencia política inapropiada" en sus intentos de restar importancia a los resultados del cambio climático.
En 1994, de acuerdo con un memorando filtrado, el influyente estratega republicano Frank Luntz advertido por miembros del Partido Republicano, con respecto al cambio climático, que "es necesario seguir haciendo de la falta de certeza científica un asunto primario" y el "desafío de la ciencia" es "contratar expertos que simpaticen con su punto de vista." En 2006, Luntz declaró que todavía "en '97, '98, la ciencia era incierta", pero en la actualidad está de acuerdo con el consenso científico.
En 2005, el New York Times reportó que Philip Cooney, un ex lobbista y "líder de equipo de clima" del American Petroleum Institute, dijo "repetidamente los informes editados del clima por el gobierno subestiman los vínculos entre estas emisiones y el calentamiento global, según los documentos internos." La Administración G.W. Bush había contratado a Cooney en 2001 como jefe de personal del Council on Environmental Quality de la Casa Blanca, "la Oficina que ayuda a elaborar y promover políticas de la Administración en temas de ambiente." El New York Times informó:

Los expertos en clima y representantes de grupos ambientales, cuando se muestran ejemplos de sus revisiones, se ilustra entonces la importante influencia, en gran parte invisible, de Cooney y otros funcionarios de la Casa Blanca con vínculos con las industrias de energía que han combatido las restricciones a gases de invernadero.

El periódico también afirma sobre "los esfuerzos de la Administración Bush para poner de relieve las incertidumbres en la ciencia apuntando al calentamiento causado por el la acción humana, poniendo a EE. UU. en conflicto con otras naciones y con grupos de científicos locales." Cooney informó la eliminación de toda una sección sobre el clima en un informe, tras lo cual un lobby de la energía le envió un fax diciendo: "Usted está haciendo un gran trabajo."
Cooney, anunció su renuncia dos días después de contar su historia de la manipulación de informes científicos. Pocos días después se anunció que Cooney tomaba una posición en ExxonMobil.
En 2015 quedaron en entredicho las investigaciones de Wei-Hock Willie Soon, astrofísico de la Universidad de Harvard opuesto a la teoría del cambio climático como consecuencia de la actividad humana. Soon dedicó largos años a defender que el cambio climático no tenía un origen humano, sino que estaba relacionado con los ciclos de actividad solar. Greenpeace rastreó el origen de las donaciones privadas y descubrió que, a lo largo de una década, fondos para el Harvard–Smithsonian Institute habían sido aportados por la petrolera Exxon Mobile, la fundación American Petroleum Institute y la energética Southern Company, una importante consumidora de carbón. Entre los patrocinadores de Soon, se encontraba el American Petroleum Institute, ligado a Industrias Koch. A través de una red de fundaciones y asociaciones sin ánimo de lucro, los hermanos Koch han financiado, no solo investigaciones como las de Wei-Hock Soon, sino también las campañas electorales de no pocos políticos opuestos a las políticas ambientalistas.

#### TheWashington Post: informe de junio de 2007
En abril, la Corte Suprema de los Estados Unidos ... reprendió a la administración por no regular los gases de efecto invernadero asociados con el calentamiento global, con su sentencia a menos de dos meses después de la declaración de Cheney que puntos de vista conflictivos' siguen estando acerca de la magnitud de la contribución humana al problema.

El que sería vicepresidente Dick Cheney tenía conexiones con el lobby de la Energía, y con la ExxonMobil en particular, han alimentado las especulaciones de que su caracterización de la ciencia del cambio climático está vinculado a la "industria negadora. En 2000, la "Grupo especial de Energía" de Cheney, oficialmente: "Grupo de Desarrollo de Políticas Nacionales de Energía", invitó a ejecutivos de las mayores compañías de petróleo: Exxon, Conoco, BP, Royal Dutch Shell, para consultar con la Casa Blanca sobre el desarrollo de una política energética nacional, aunque esto fue negado inicialmente por las empresas participantes. Un lobbista de Exxon - entre otros - fueron agradecidos por la Subsecretaría de Asuntos Globales de EE. UU. por el papel de Exxon en convencer al Presidente Bush de rechazar los acuerdos de Kioto. De acuerdo a la Unión de Científicos Preocupados:

En sus temas de conversación para una reunión de 2001 con un grupo que incluía al lobista de ExxonMobil Randy Randol (descubierto a través de la Legislación acerca de Libertad de Información), la subsecretaría de Asuntos Globales de EE.UU. Paula Dobriansky agradeció al grupo por sus ideas en las políticas de calentamiento global, tomando nota que, ‘El presidente de EE.UU. rechazó al Protocolo de Kioto, en parte, basada en inputs de ustedes.’

El Proyecto de Responsabilidad Gubernamental de "Observaciones Científicas del Clima" ha cuestionado el nombramiento de la Administración de funcionarios con vínculos del sector privado, negadores del cambio climático:
Jeffrey Salmon es subsecretario de Ciencias del Departamento de Energía de los Estados Unidos. Antes de llegar a ese cargo, de 1991 a 2001 fue director Ejecutivo del George C. Marshall Institute, un actor clave en campañas de desinformación sobre el calentamiento global. En 1998 participó en el desarrollo de un hoy notorio plan de la industria petrolera, esponsoreando plan para librar una campaña CONTRA la comunidad científica dominante sobre el calentamiento global. Antes de eso, fue redactor de discursos de alto nivel para Dick Cheney, cuando Cheney fue Secretario de Defensa.